# NGC 6060
NGC 6060 (również PGC 57110 lub UGC 10196) – galaktyka spiralna z poprzeczką (SBc), znajdująca się w gwiazdozbiorze Herkulesa. Odkrył ją Édouard Jean-Marie Stephan 22 czerwca 1876 roku.
W galaktyce tej zaobserwowano supernową SN 1997dd.